# Toray Pan Pacific Open 2005
Toray Pan Pacific Open 2005 — жіночий тенісний турнір, що проходив на закритих кортах з килимовим покриттям Токійського палацу спорту в Токіо (Японія). Це був 22-й за ліком Toray Pan Pacific Open. Належав до турнірів 1-ї категорії в рамках Туру WTA 2005. Тривав з 28 січня до 6 лютого 2005 року. Марія Шарапова здобула титул в одиночному розряді.

## Фінальна частина

### Одиночний розряд
Марія Шарапова —  Ліндсі Девенпорт, 6–1, 3–6, 7–6

### Парний розряд
Жанетта Гусарова /  Олена Лиховцева  —  Ліндсі Девенпорт /  Коріна Мораріу, 6–4, 6–3